# Angharad Tomos
Angharad Tomos (Bangor, 19 luglio 1958) è una scrittrice e attivista gallese.

## Biografia
Tomos è nata a Bangor, in Galles, nel 1958. È cresciuta con cinque sorelle a Llanwnda, vicino alla città di Caernarfon. Ha frequentato le scuole Ysgol Gynradd Bontnewydd e Ysgol Dyffryn Nantlle. Ha iniziato gli studi all'Università di Aberystwyth, ma ha interrotto gli studi per lavorare nella Welsh Language Society (wal. Cymdeithas y laith Gymraeg). Successivamente, si è laureata in lingua e sociologia gallese presso l'Università di Bangor e ha conseguito un master.
In qualità di illustre attivista della Cymdeithas y Iaith Gymraeg e noto autore, Tomos ha dato un contributo significativo alla letteratura per l'infanzia in gallese. Con il suo romanzo, Hen Fyd Hurt ha vinto il premio principale al festival nazionale Urist Eisteddfod. Fu anche presidente della Welsh Language Society nel 1982-1984, quando iniziarono le campagne relative al Welsh Language Act 1993 e all'introduzione della lingua gallese come lezione per le scuole.
Tomos scrive e illustra molti libri per bambini, tra cui la popolare serie Rwdlan, ambientata nel mondo di Gwlad y Rwla. Il primo libro di questa serie è stato il romanzo Rala Rwdins, pubblicato nel 1983 dalla casa editrice Y Lolfa.
Nel 1985, Tomos ricevette il premio Academi Gymreig per il suo romanzo Yma su Hyd, raccontando la vita in prigione e sulla base del suo soggiorno nella prigione inglese Risley, che ha ricevuto per la sua partecipazione attiva alle campagne per la lingua gallese. Ha anche ricevuto due volte il premio Tir na n-Og (i migliori libri per bambini).
Il 24 settembre 2009, una scultura in ceramica raffigurante Tomos dell'artista gallese Katie Scarlett Howard è stata inaugurata nel Glynllifon Park (intorno a Caernarfon).
Tomos ha ricevuto il Mary Vaughan Jones Award nel 2009 per il suo eccezionale contributo alla letteratura per bambini gallese.
L'autore esegue anche una colonna in lingua gallese nel Daily Post.
Tomos vive con suo marito, Ben Gregory, a Penygroes.

### Novelle
- Yma o Hyd, December 1985 (Y Lolfa)
- Si Hei Lwli, January 1991 (Y Lolfa)
- Hen Fyd Hurt, January 1992 (Y Lolfa)
- Titrwm, January 1994 (Y Lolfa)
- Wele'n Gwawrio, August 2004 (Y Lolfa)
- Rhagom, October 2004 (Gwasg Carreg Gwalch)
- Wrth fy Nagrau i, October 2007 (Gwasg Carreg Gwalch)

### Saggistica
- Cyfres y Cewri: 23. Cnonyn Aflonydd, July 2001 (Gwasg Gwynedd)
- Hiraeth am Yfory: Hanes David Thomas a Mudiad Llafur Gogledd Cymru, July 2002 (Gwasg Gomer)
- Y Byd a'r Betws, December 2003 (Y Lolfa)

### Bambini
- Rwdlan series, 1983– (Y Lolfa)
- Stwnsh Rwdlan – Llyfr Coginio i Blant Bach, November 1997 (Y Lolfa)
- Parti Cwmwl – Llyfr Coginio i Blant Bach, September 1998 (Y Lolfa)
- Cyfres Darllen Mewn Dim series, October 2006 (Y Lolfa)
- Guto series, 1991 (Cwmni Recordiau Sain)
- Llyfrau Fi Hefyd series, 1999 (Cyhoeddiadau'r Gair)